# 让·亨利·若姆·圣伊莱尔
让·亨利·若姆·圣伊莱尔（Jean Henri Jaume Saint-Hilaire，1772年10月29日—1845年），法国博物学家和艺术家。
他出生于法国东南部滨海阿尔卑斯省的格拉斯，原姓若姆，后来的传记作者为了将他和他们家族的一位出名的在当地制造恐怖的雅各宾党人亨利·若姆区别，加了圣伊莱尔。
他早年在军队服役，参加了和意大利的战争，1800年退役，来到巴黎学习自然历史，他为新成立的国家自然历史博物馆写了一本指南，并向画家热拉·冯·斯潘敦克学习画植物图。
1805年，他出版了第一部重要的著作《植物生长和自然分类的陈述，包括2337属约4000种，附带作者所绘的112幅插图》是对朱西厄分类的一本普及读物。从1808年到1809年，然后从1819年到1822年他又陆续出版了十部《依据自然绘画和描述法国植物》，几千幅插图都是他自己绘画的并进行分类。
他对森林研究很有兴趣，1831年被吸纳为皇家农业协会成员，他重点研究夹竹桃科植物靛木（Wrightia tinctoria）的培植方法以及如何提取染料。

## 所命名的分類
（列表可能不完整）
- 3个让·亨利·若姆·圣伊莱尔命名的生物分类

## 主要著作
- La flore et la pomone françaises : histoire et figure en couleur, des fleurs et des fruits de France ou naturalisés sur le sol français （1828年-1833年）
- Traité des arbres forestiers : ou histoire et description des arbres indigènes ou naturalisés... Ouvrage précédé d'une instruction sur la culture des arbres（ 1824年）
- Traité des arbrisseaux et des arbustes cultivés en France et en pleine terre （ 1825年）